# Bulgária az első világháborúban

Bulgária zászlaja 1878-tól 1944-ig

Bulgária 1915. október 11-én üzent hadat Szerbiának, belépve ezzel a központi hatalmak oldalán az első világháborúba.

## Előzmények
A gorlicei áttörés során az osztrák-magyar illetve német csapatok sikeresen stabilizálták az orosz-frontot, így a katonai vezetés figyelme a Balkán-félszigetre irányult. Conrad von Hötzendorf, a Monarchia vezérkari főnöke elérkezettnek látta az időt arra, hogy lerohanja Szerbiát. Ezzel két célja volt: szárazföldi összeköttetést akart Törökországgal annak érdekében, hogy nagyobb mennyiségű hadianyagot legyenek képesek odaszállítani a Német Birodalom és a Monarchia területéről. Illetve vissza akarta tartani Romániát attól, hogy belépjen a háborúba az antant oldalán.
A bolgár állam célja az első világháború kezdeti hónapjaiban az volt, hogy valamelyik szövetség keretein belül kiharcolja a második balkáni háborúban elveszített területeinek visszaszerzését és hatalmát úgy biztosíthassa a régióban, hogy a második balkáni háborúban történtek soha többé ne ismétlődhessenek meg. Célul tűzte ki, hogy valódi kikötővárost szerezzen az Égei-tenger partján, illetve Szerbiától egy jól védhető természetes határvonallal válassza el magát. A korábban említett gorlicei áttörés sikerein felbuzdulva Bulgária 1915. szeptember 7-én egy sor tárgyalást követően végül elfogadta az egyezményt amelyben 5 évre társult a központi hatalmakhoz.

## Hadi események

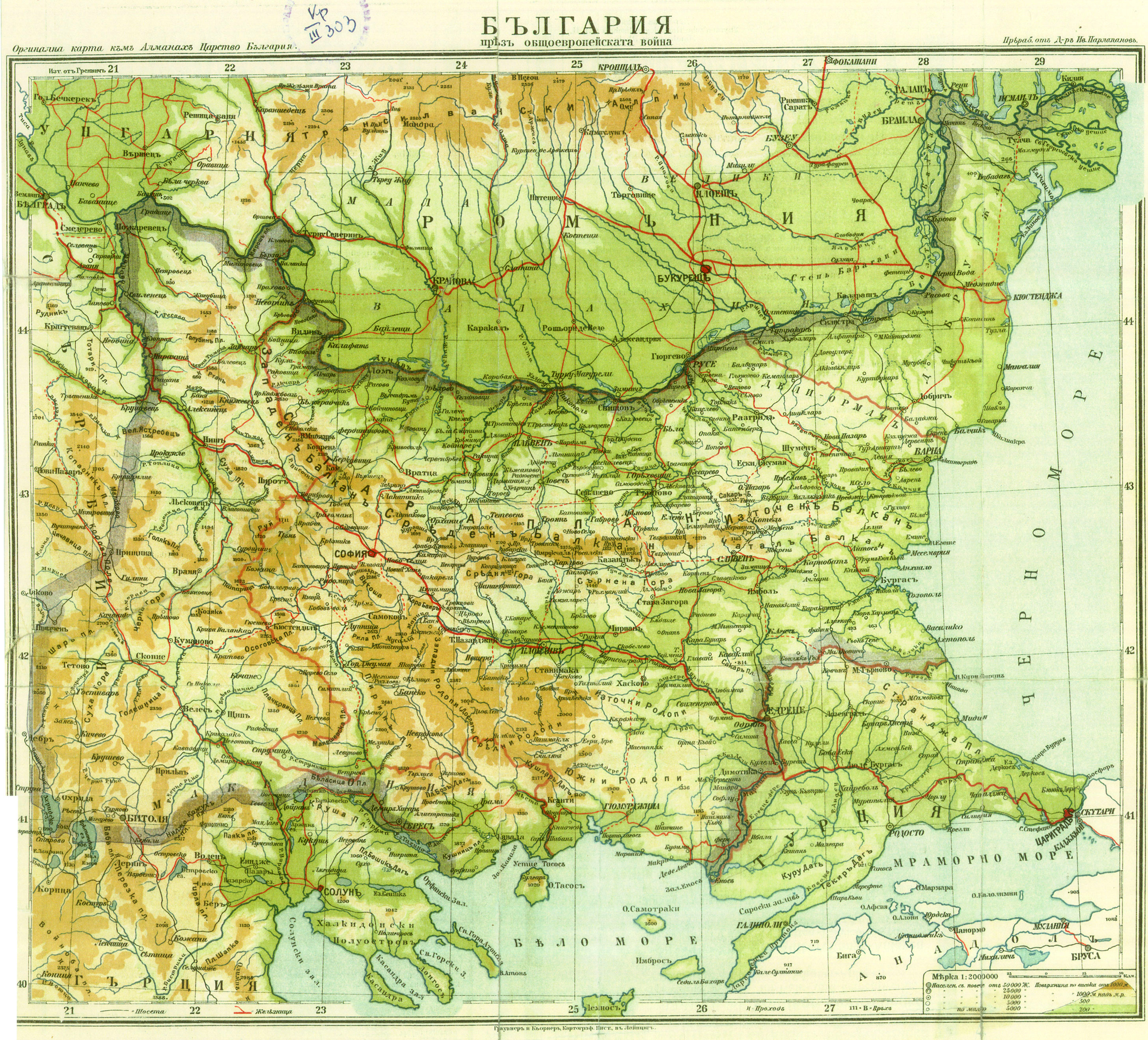
Bulgária az első világháború alatt. A háború előtti határt piros vonal jelzi. Nyugaton Albániáig terjeszkedett az ország Szerbiától és Görögországtól elvett területekkel, északkeleten Romániától (Észak-Dobrudzsa) van területnyereség

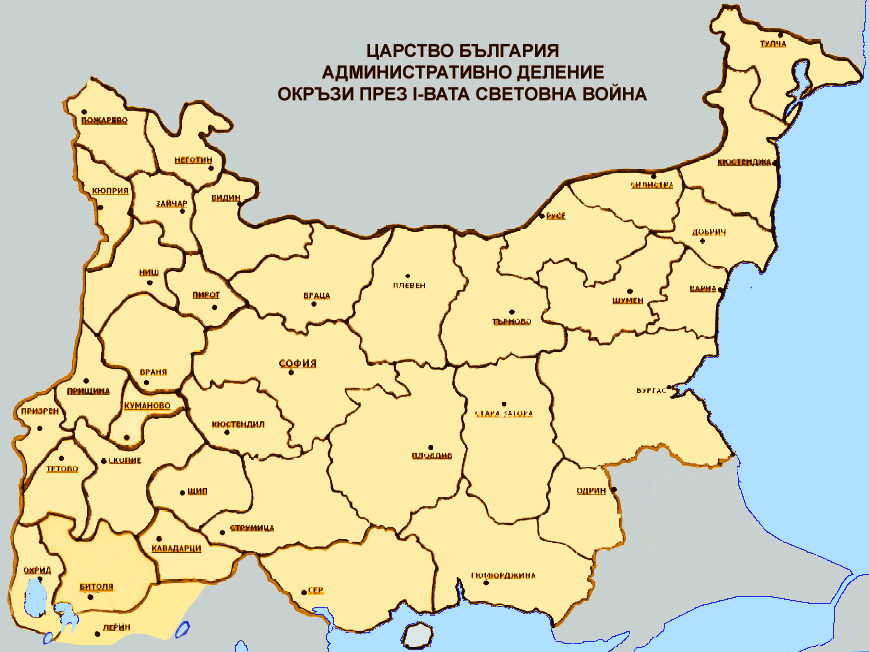
Bulgária közigazgatási beosztása az első világháború alatt az ország legnagyobb kiterjedésekor, 1918 nyarán

A hadba lépést követően Bulgária 1. és 2. hadserege a Vardar-völgy irányában betört Szerbiába. Ezzel egy időben az osztrák-magyar és német csapatok Észak felől indultak támadásra, azonban a jó helyismerettel rendelkező szerb partizánok miatt igen lassan haladtak. Az 1. hadsereg egészen a Déli-Morava völgyéig nyomult, ott azonban a támadás újból elakadt. Eközben a délen állomásozó 2. bolgár hadsereget váratlan meglepetés érte, ugyanis Maurice Sarrail francia tábornok két hadosztályával kitört Szalonikiből és megtámadta őket. Célja ezzel az volt, hogy megnyissa a szerbek visszavonulási útját dél felé. Ez azonban fordítva történt, mert Todorov tábornok, a 2. hadsereg parancsnoka kevesebb mint egy hét alatt visszaüldözte a francia csapatokat Görögországba. 
A bolgár hadsereg egészen Albániáig nyomult, és egész Dél-Szerbiát (a mai Macedóniát, a mai Koszovó keleti felét és a mai Szerbia Nagy-Moravától keletre eső részét) elfoglalta.
Az ország 1916-tól részt vett a Románia elleni harcokban, és a bukaresti békében rövid időre megszerezte Észak-Dobrudzsát.
Bulgária a háború során az alábbi csatákban vett részt:
| Időpont                       | Név                   | Ellenfél                                         | Eredmény                 |
| ----------------------------- | --------------------- | ------------------------------------------------ | ------------------------ |
| 1915. október 21–november 22. | Krivolaki csata       | Franciaország                                    | Bolgár győzelem          |
| 1916. augusztus 9–18.         | I. dojrani csata      | Franciaország · Egyesült Királyság               | Bolgár győzelem          |
| 1916. szeptember 2–6.         | Tortucaiai csata      | Románia                                          | Bolgár döntő győzelem    |
| 1916. szeptember 5–7.         | Dobricsi csata        | Románia · Orosz Birodalom                        | Bolgár győzelem          |
| 1916. szeptember 17–19.       | I. cobadini csata     | Románia · Orosz Birodalom                        | Antant győzelem          |
| 1916. szeptember 19–25.       | II. cobadini csata    | Románia · Orosz Birodalom                        | Bolgár döntő győzelem    |
| 1916. november 27–december 6. | Bukaresti csata       | Románia                                          | Bolgár győzelem          |
| 1917. április 22–május 9.     | II. dojrani csata     | Egyesült Királyság                               | Bolgár győzelem          |
| 1918. május 29–31.            | Skra-di-Legen-i csata | Görögország                                      | Antant győzelem          |
| 1918. szeptember 15–18.       | Dobro Polje-i csata   | Franciaország · Szerbia                          | Döntő antant győzelem    |
| 1918. szeptember 18–19.       | III. dojrani csata    | Franciaország · Egyesült Királyság · Görögország | Bolgár taktikai győzelem |

## A háború vége
Az elhúzódó háborúban fokozatosan kimerültek a központi hatalmak erőforrásai. A balkáni front nyugati részét kis létszámú osztrák–magyar csapatok, a középső és a keleti részt a bolgár hadsereg védte. 1918 szeptemberében az antant 20 hadosztálya heves tüzérségi előkészítés után megrohamozta a front középső részét. A szeptember 15–18. közötti Dobro Polje-i csatában az antant csapatok áttörték a bolgár állásokat, és szétszakították a frontot, ezzel a teljes mai Macedóniából való kivonulásra kényszerítették a bolgárokat és megindultak Szófia felé. A délebbi III. dojrani csata volt az utolsó bolgár siker. 
A hadrend azonban sok helyen felbomlott, lázadások törtek ki. 1918. szeptember 29-én a bolgár hadvezetés aláírta a szaloniki fegyverszüneti egyezményt, hogy elkerülje az ország antantmegszállását. A fegyverszünet értelmében Bulgáriának ki kellett ürítenie minden általa elfoglalt területet, így az antantcsapatok számára megnyílt az út az Osztrák–Magyar Monarchia felé. 

## Következmények
Bulgária 1919-ben békét kötött az antanttal. A neuillyi béke következtében nem csak a háború alatt megszerzett területeit veszítette el az ország, de háború előtti területéből is veszített, ezek közül a legfontosabb, hogy megszűnt Bulgária Égei-tengeri kijárata, a tengerpartot Görögország foglalta el.